# گوستاو وستربری
گوستاو وستربری (انگلیسی: Gustaf Westerberg; ۱۰ مارس ۱۸۸۴ – ۱۳ نوامبر ۱۹۵۵) دوچرخه‌سوار اهل سوئد بود.